# محمد مخلص
محمد مخلص هو لاعب كرة قدم إسباني يلعب مع نادي برشلونة أتلتيك، على سبيل الإعارة من نادي أندورا.

## وصلات خارجية
- محمد مخلص على موقع الاتحاد الدولي (مؤرشف)  (الإنجليزية)
- محمد مخلص على موقع الاتحاد الأوربي (الإنجليزية)
- محمد مخلص على موقع إي إس بي إن إف سي (الإنجليزية)
- محمد مخلص على موقع قاعدة بيانات كرة القدم.إي يو (الإنجليزية)
- محمد مخلص على موقع Soccerway.com (الإنجليزية)
- محمد مخلص على موقع عالم كرة القدم.نت (الإنجليزية)